# Antykwa toruńska

Tekst zapisany antykwą toruńską

Antykwa toruńska – antykwa dwuelementowa szeryfowa zaprojektowana przez toruńskiego typografa Zygfryda Gardzielewskiego we współpracy z Józefem Gruszką.
Po raz pierwszy została odlana w Odlewni Czcionek Grafmasz w Warszawie w 1960 roku. Była produkowana w odmianach: zwykłej, półgrubej i pochyłej. Używana głównie przy składzie akcydensów, poezji i tytulariów.
Elektroniczne wersje antykwy toruńskiej stworzył Janusz Marian Nowacki (GUST).